# 伊爾巴赫河 (多瑙河支流)
48°50′38.20″N 12°45′41.13″E / 48.8439444°N 12.7614250°E

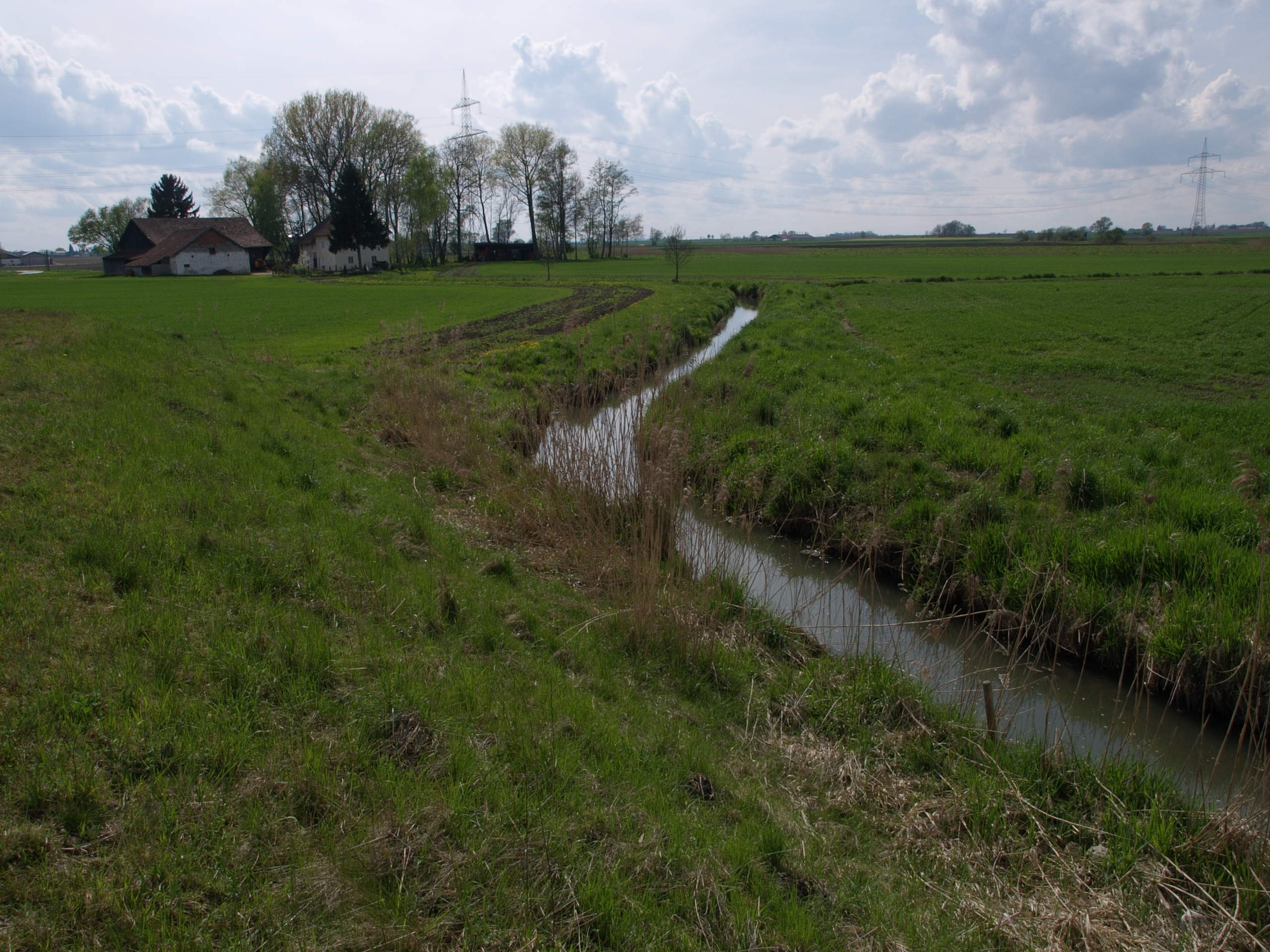

伊爾巴赫河（德語：Irlbach），是德國的河流，位於該國東南部，由巴伐利亞負責管轄，屬於多瑙河的支流，河道全長14.8公里，流域面積57.3平方公里，發源自上施奈丁。